# الإذاعة الثقافية (الجزائر)
الإذاعة الثقافية هي إذاعة جزائرية وكما يدل اسمها تقوم بتقديم برامج وحصص تثقيفية متنوعة.

## وصلات أخرى

### وصلات خارجية
- الموقع الرسمي للإذاعة

قالب:إذاعات جزائرية